# Клошка (Констанца)
Клошка (рум. Cloșca) насеље је у Румунији у округу Констанца у општини Хорија. Oпштина се налази на надморској висини од 54 m.

## Становништво
Према подацима из 2002. године у насељу је живело 129 становника, од којих су сви румунске националности.